# Shahapur
Shahapur é uma vila no distrito de Thane, no estado indiano de Maharashtra.

## Geografia
Shahapur está localizada a 19° 27′ N, 73° 20′ L. Tem uma altitude média de 46 metros (150 pés).

## Demografia
Segundo o censo de 2001, Shahapur tinha uma população de 10,489 habitantes. Os indivíduos do sexo masculino constituem 51% da população e os do sexo feminino 49%. Shahapur tem uma taxa de literacia de 78%, superior à média nacional de 59.5%: a literacia no sexo masculino é de 82% e no sexo feminino é de 74%. Em Shahapur, 12% da população está abaixo dos 6 anos de idade.